# Spider-Man Unlimited
Spider-Man Unlimited (llamada El Regreso de Spiderman en España y El Hombre Araña Sin Límites en Latinoamérica) es una serie animada de 1999 que duró solo una temporada de 13 capítulos, hecha por Saban Entertainment, compañía diferente a la encargada de Spider-Man. La serie no es una continuación de la anterior serie de 1994 sino un spin-off de aquella, como puede observarse durante el episodio en el que se extrae el simbionte que forma a Venom de Brock. Como mención a la serie del 94, en el primer episodio antes de la introducción se escucha la canción de apertura de la serie anterior.
Estaba planeado que la serie durase dos temporadas de 13 capítulos, pero a pesar de tener una valoración aceptable, fue removida sin previo aviso y reemplazada por Avengers: United They Stand. El que la serie haya sido sacada del aire no tuvo nada que ver con las valoraciones, de hecho estaba logrando valoraciones entre 3,0 a pesar de que competía mano a mano con Pokémon. Estaba previsto que en el capítulo 26, último de la segunda temporada, Spider-Man regresase a la Tierra. A partir de ahí la serie podría continuar con aventuras en la Tierra original.
Inicialmente, la meta de Saban era crear una serie de muy bajo presupuesto de las primeras 26 ediciones del cómic The Amazing Spider-Man, sin embargo, Sony y Marvel habían llegado a un acuerdo y eso cortó gran parte del material que Saban tenía permitido usar, por lo que no podían hacer uso del traje tradicional ni adaptar los primeros cómics. Después la idea fue cambiada a una donde Spider-Man estaba varado en una Contra-Tierra donde Ben Parker no murió y por lo tanto el Peter Parker de ese mundo carecía de la fuerza moral para resistir ser Venom. Sin embargo a Marvel Comics no le gustó la idea y declararon que no podían hacer una historia con dos Peter Parker.

## Argumento
La serie tiene lugar en la Contra Tierra, un planeta creado en los cómics por el Alto Evolucionario al otro lado del sol.
El hijo de J. Jonah Jameson, John Jameson Jr, viaja en una nave espacial, pero los simbiontes Venom y Carnage llegan hasta la nave, donde lo secuestran y Spider-Man es culpado por el incidente. Luego es acosado por la prensa y finge su propia muerte. Tras este hecho decide viajar en otra nave a la Contra-Tierra con un traje nuevo, que Reed Richards (de los 4 Fantásticos) aparentemente creó para él, basado en la nanotecnología. Cuando logra llegar, se encuentra a una sociedad donde unos híbridos animales y humanos (Bestials) dominan sobre los seres humanos que son rechazados por ser diferentes. En la Contra-Tierra Spider-Man descubre que John Jameson Jr se ha unido a un movimiento de resistencia en contra del Alto Evolucionario y en su intento de rescatarlo queda varado en este planeta.

## Personajes

### Héroes
- Peter Parker/Spider-Man: Un fotógrafo del periódico Daily Bugle que fue mordido por una araña alterada genéticamente y recibió habilidades de araña, convirtiéndose en el superhéroe conocido como Spider-Man. La serie comienza cuando Spider-Man intenta evitar que Venom y Carnage aborden un cohete con destino a la contra-tierra pilotado por John Jameson quién posteriormente es hecho rehén. Al no poder detenerlos, Peter toma prestada la nanotecnología de Reed Richards para diseñar un nuevo traje para contrarrestar los poderes de los simbiontes y frenarles. Viaja a la Contra-Tierra donde se entera de que Jameson sobrevivió y se ha unido a una banda de luchadores por la libertad que se opone al Alto Evolucionario cuyos animales bestias, híbridos de atributos animales y humanoides, son las especies dominantes, mientras que los humanos son la minoría de segunda clase.

Su voz es proveída por Rino Romano en la versión en inglés, y por José Antonio Macías en la versión latinoamericana.
- Doctora Naoko Yamada-Jones: Médico humana, se hace amiga de Peter Parker y le da hospedaje durante su tiempo en la contra-tierra.
- Shane Jones: Hijo de Naoko, se desconoce quién es su padre (Probablemente el Duende, según interacciones de éste con Spider-Man mientras la serie avanza).
- Duende Verde: En la contra-Tierra, es un vigilante nocturno, contraparte de su versión malvada de la Tierra de donde proviene Spider-Man. Su voz es proveída por Rino Romano en la versión en inglés.
- El Buitre: Humano que vive en la superficie, vigilante nocturno, es contraparte de su versión malvada de la Tierra de donde proviene Spider-Man, cabe destacar que tiene cierta similitud con el Duende verde.
- John Jameson/El Hombre Lobo: Hijo de J.J. Jameson y activo miembro de la Resistencia Humana. Debido a un experimento del Alto Evolucionador, John se convierte en hombre lobo en noches de luna llena. Su voz es proveída por Salvador Delgado en la versión latinoamericana.
- Daniel Bromley: Miembro de la Resistencia Humana, muy radical y experto en electrónica y explosivos; rubio.
- Karen O´Malley: Miembro femenino de la Resistencia Humana y que guarda un oscuro pasado relacionado al Alto Evolucionario.
- Git Hoskins: Miembro de la Resistencia Humana con aspecto momificado. Su carne es una venda larguísima por un experimento de Wundagore.

### Villanos
- Alto Evolucionador: Creador de la Contra Tierra y líder del planeta. Toma el papel de creador y científico loco que busca perfeccionar a las especies y crear un nuevo orden donde se levante como Señor absoluto. Fundador de los Caballeros de Wundagore, sus oficiales y guerreros.
- Lord Tigre: Líder de los Caballeros de Wundagore. Primer éxito del Alto Evolucionador y oficial del más alto rango en su dominación. Parece sentir alguna empatía por la raza humana al no mostrarse tan sádico y destructivo como sus demás compañeros durante la ocupación bestial y el desarrollo de la serie.
- Lady Ursula: Caballero de Wundagore; Una osa.
- Sir Carnero: Caballero de Wundagore, sub-científico del Alto Evolucionador y enemigo acérrimo de la humanidad y el hombre araña. Se evidencia un desagrado progresivo de su parte hacia Lord Tigre.
- Lady Vermin: Caballero de Wundagore, se siente atraída hacia Spiderman.
- El Cazador: Humano afincado, versión de Kraven de la Segunda Tierra. Mercenario al mejor postor.
- Venom: Simbionte, huésped de Eddie Brock, está aparentemente interesado en la Doctora Naoko, cuando esta lo atiende durante los sucesos en que este se queda sin el Simbionte.
- Carnage: Simbionte, huésped de Cletus Kasady. Muy feroz y agresivo quién con su compañero Venom, tratan de implantar un cultivo de simbiotes que al madurar, se apoderen de la población de la contra-tierra.
- Electro: El Equivalente de Contra-tierra del villano (Electro), solo apareció como un Lagarto en el capítulo 8.

- Los simbiontes Venom y Carnage, a diferencia de las series anteriores y de algunos cómics, pueden modificar su tamaño a tal punto de poder convertirse en líquido para atravesar conductos pequeños, alargar sus extremidades y hasta fusionarse mutuamente. Esto hace pensar que pueden andar sueltos sin un huésped, pero en el capítulo Nº11 de la serie, se revela que todo el tiempo los simbiontes han tenido dentro a Eddie Brock (Venom) y a Cletus Kasady (Carnage).

## Conceptos
- Contra-Tierra.

Planeta creado por el Alto Evolucionador paralelo al mundo natural, donde éste, lleva a cabo experimentos y mutaciones en especies a fin de establecer un nuevo orden y ocupar la supremacia. Para la humanidad natural, se trata de un planeta desconocido e inexplicado que la ciencia debe investigar, lo que da lugar a la trama de la serie.
- Caballeros de Wundagore.

Guerreros al servicio del Alto Evolucionador y sus más leales súbditos; son 4. Cumplen funciones policiales y militares para mantener el orden y control general.
- Hombres-Machine.

Soldados Robóticos al servicio de los Caballeros de Wundagore. Todos tienen el mismo diseño.
- Resistencia Rebelde.

Grupo de seres humanos que se han levantado en contra del Alto Evolucionario y su tiránico gobierno a fin de lograr la libertad de la raza humana en este nuevo mundo.

## Episodios
| Ep. | Título                                                         | Emitido                 |
| --- | -------------------------------------------------------------- | ----------------------- |
| 1 | «Mundos Aparte, Parte 1» «Worlds Apart, Part 1»                | 2 de octubre de 1999    |
| Cuando Spider-Man encuentra a sus dos enemigos principales, Venom y Carnage, en la nave espacial de John Jameson en un viaje al misterioso planeta, Contra-Tierra, falla en detenerlos y los dos simbiontes van con Jameson, donde se estrella y Jameson supuestamente muere. El público entonces culpa a Spider-Man por la aparente muerte de Jameson. Spider-Man falsifica su propia muerte y se encuentra oculto durante medio año hasta que recibe un nuevo traje de nanotecnología de Reed Richards y se dirige a la Contra-Tierra. |                                                                |                         |
| 2 | «Mundos Aparte, Parte 2» «Worlds Apart, Part 2»                | 9 de octubre de 1999    |
| Spider-Man llega a su destino y descubre que John Jameson sobrevivió al choque. Se ha convertido en miembro de una rebelión que lucha contra las fuerzas del Alto Evolucionario, la versión contra-Tierra del Alto Evolucionario, una figura que odia a los humanos y crea híbridos mutantes de animales llamados los Beastials. Spider-Man luego se une al grupo y se muda a la casa de la Dra. Naoko Yamada-Jones, y su hijo, Shane Jones luego de haberlos salvados.                                                                  |                                                                |                         |
| 3 | «Donde Anida el Mal» «Where Evil Nests»                        | 16 de octubre de 1999   |
| Spider-Man conoce la versión Contra-Tierra del Duende Verde, un héroe que confunde a Spider-Man con un villano. Spider-Man se da cuenta de que el secuestrador del Dr. Naoko Yamada-Jones no es el Duende. Los dos se unen para salvarla y detener un plan de sus secuestradores responsables de la Bio-masa verde: Venom y Carnage. |                                                                |                         |
| 4 | «Decisiones Mortales» «Deadly Choices»                         | 23 de diciembre de 2000 |
| Un miembro de la rebelión contra el Alto Evolucionista, Git Hoskins, roba una bomba y amenaza con volar la Contra-Tierra. La rebelión y los Beastials se ven obligados a unirse para recuperarla antes de que tanto los humanos como los Beastials sean asesinados por el compuesto contagioso dentro de la bomba. |                                                                |                         |
| 5 | «Corazón de Acero» «Steel Cold Heart»                          | 13 de enero de 2001     |
| Una máquina, X-51, uno de los agentes del Alto Evolucionario, se niega a lastimar a personas inocentes, así que lo traiciona a él y a los Caballeros, y decide unirse a la rebelión. |                                                                |                         |
| 6 | «Entra el Cazador» «Enter the Hunter!»                         | 3 de febrero de 2001    |
| Cuando el Alto Evolucionario ve que Spider-Man es un error en sus planes, contratan a un asesino llamado Hunter (Kraven, el Cazador de Contra-Tierra) para matar al héroe. |                                                                |                         |
| 7 | «El Grito del Buitre» «Cry Vulture»                            | 10 de febrero de 2001   |
| Spider-Man se une a la versión de héroe del buitre para frustrar una de las tramas malvadas de Sir Ram para transformar a los humanos en Beastials y derrotar a su subordinado Firedrake. |                                                                |                         |
| 8 | «El Hombre Lobo» «Ill-Met by Moonlight»                        | 17 de febrero de 2001   |
| John Jameson se convierte en Hombre-Lobo, y el Spider-Man tiene que entrar en la planta de energía del Alto Evolucionario para encontrar una cura para él. Aquí, se enfrenta a una anguila eléctrica que es la versión beastials de Contra-Tierra de Electro. |                                                                |                         |
| 9 | «Subsistencia» «Sustenance»                                    | 3 de marzo de 2001      |
| El Duende regresa y descubre que Spider-Man es Peter Parker. Ambos son secuestrados por Rejects, Beastials fallidos creados por el Alto Evolucionario. Intentan esconderse en uno de los escondrijos del Evolucionario para que Spider-Man pueda escapar, pretendiendo ayudar a los Rechazados. |                                                                |                         |
| 10 | «Asuntos del Corazón» «Matters of the Heart»                   | 10 de marzo de 2001     |
| Spider-Man está de acuerdo en ayudar a Bromley, un miembro de la rebelión contra el Alto Evolucionario, para encontrar a su hermano perdido hace mucho tiempo. Al final del episodio, después de que Bromley descubra que su hermano es leal al Alto Evolucionario, lo empuja a una tubería de agua. Los Beastials en su interior lo tiran hacia abajo. |                                                                |                         |
| 11 | «Uno es el Número más Solitario» «One is the Loneliest Number» | 17 de marzo de 2001     |
| Eddie Brock, alter ego de Venom, está separado del simbionte de Venom y Spider-Man debe recuperarlo y luego devolverlo a Brock antes de que muera. |                                                                |                         |
| 12 | «Los Pecados de los Padres» «Sins of the Fathers»              | 24 de marzo de 2001     |
| Karen O'Malley, un miembro de la rebelión contra el Alto Evolucionario, es secuestrada por las máquinas del Alto Evolucionario, por lo que el Spider-Man y el X-51 se unen para salvarla. Mientras tanto, el Evolucionario se da cuenta de que Karen es su nieta. |                                                                |                         |
| 13 | «Destino Desatado» «Destiny Unleashed»                         | 31 de marzo de 2001     |
| Venom y Carnage revelan por qué están en la Contra-Tierra. Ellos han estado trabajando para el Synoptic, cuyo plan es formar un equipo con el Alto Evolutivo. Cuando llegue el momento, liberarán millones de simbiontes en el planeta para finalmente liberarlos de los humanos de una vez por todas. Spider-Man, John Jameson, la rebelión, X-51 y el Duende se unen para poner fin a los planes del Alto Evolucionario, pero parecen demasiado tarde cuando se desarrollan los planes de Venom y Carnage.                             |                                                                |                         |

## Lanzamiento en DVD
Al igual que con la mayoría de las otras series animadas de Marvel Comics adquiridas por Disney, Liberation Entertainment UK planeó lanzar esta serie en DVD en 2009. Debido a la quiebra de Liberation, las licencias de Marvel fueron readquiridas por Clear Vision Ltd que lanzó la serie animada en DVD (en formato PAL para la Región 2) en un conjunto de dos discos que contienen los 13 episodios. El conjunto fue lanzado el 3 de mayo de 2010. Los 13 episodios también están disponibles en Amazon.com.

## Datos Adicionales
- La audiencia estaba alrededor de los 4 millones de espectadores de la serie, por en ese entonces el éxito de otras series como Pokémon o Digimon opacaban a las demás series transmitidas los sábados por la mañana.
- Debido a la audiencia esta serie se estrenó completa primero en Latinoamérica que en Estados Unidos.
- Tuvo además una serie de cómics dentro de la misma continuidad pero fue también cancelada. En esta serie de cómics Spider-Man se encuentra con versiones de la Contra-Tierra de Gwen Stacy (quien en la tierra original estaba muerta), Reed Richards, Ben Grimm, El Camaleón y Wolverine. También descubre que Johnny Storm está muerto y Sue Storm está en un profundo coma.
- Los únicos videojuegos donde se podía usar este nuevo traje fueron Spiderman 2000 y Spiderman Enter Electro para PSX.
- En la Contra-Tierra, el Duende Verde realmente tiene la piel verde.
- Cuando Peter Parker activa su traje por medio del Nano-Reloj, el mismo dice el traje fue hecho por Reed Richards (Mr. Fantástico). Peter Parker extrae el Nano-Reloj del laboratorio de Reed Richards.
- El episodio 7 (el grito del buitre) de esta serie tiene el mismo título que el episodio 26 de la serie Spider-Man TAS.
- El traje que usa Spider-Man es el mismo que usa en los cómics Webspinners: Tales Of Spider-Man números 13 y 14.
- En el final de uno de los primeros episodios, mientras Peter contesta una llamada de teléfono móvil de Naoko, alguien lo observa desde un callejón murmurando que pronto "vería lo que es bueno". Hay especulaciones de que puede ser el esposo de Naoko.
- Es la segunda serie de Spider-Man que solo llega a una temporada, la primera fue Las Nuevas Aventuras De SpiderMan.
- Es la primera que recibe una crítica negativa por parte de los fanes.
- La serie de Spider-Man que le siguió fue: Spider-Man: The New Animated Series.
- La serie tuvo un final inconcluso, ya que acabó diciendo que continuaría, aunque nunca tuvo segunda temporada.